# Jacques Barzun
Jacques Barzun Martin (Créteil, 30 de novembro de 1907 − San Antonio, 25 de outubro de 2012) foi um historiador franco-americano de ideias e cultura.

## Carreira
Ao longo de sete décadas, Barzun escreveu e editou mais de quarenta livros abordando uma gama incomumente ampla de assuntos, incluindo ciência e medicina, psiquiatria de Robert Burton a William James até métodos modernos, arte e música clássica; ele foi uma das autoridades de todos os tempos em Hector Berlioz. Alguns de seus livros - particularmente Teacher in America e The House of Intellect - agradaram um grande número de leitores leigos e influenciaram o debate sobre cultura e educação muito além do reino da história acadêmica. Barzun tinha um grande interesse nas ferramentas e na mecânica da escrita e pesquisa. Ele assumiu a tarefa de completar, de um manuscrito quase dois terços do qual estava no primeiro rascunho na morte do autor, e editar (com a ajuda de seis outras pessoas), a primeira edição (publicada em 1966) do Uso Americano Moderno de Follett. Barzun também foi autor de livros sobre estilo literário (Simple and Direct, 1975), sobre o artesanato de edição e publicação (On Writing, Editing and Publishing, 1971) e sobre métodos de pesquisa em história e outras humanidades (The Modern investigador, que já viu pelo menos seis edições, e é um dos mil itens de biblioteca mais difundidos de acordo com a OCLC).
Barzun não desdenhava a cultura popular: seus interesses variados incluíam ficção policial e beisebol. Sua declaração amplamente citada, "Quem quer conhecer o coração e a mente da América deve aprender beisebol." foi inscrito em uma placa no Hall da Fama do Beisebol.  Ele editou e escreveu a introdução à antologia de 1961, The Delights of Detection, que incluía histórias de GK Chesterton , Dorothy L. Sayers, Rex Stout e outros. Em 1971, Barzun foi coautor (com Wendell Hertig Taylor), Catalogo do Crime: Guia do Leitor da Literatura de Mistério, e Gêneros Relacionados, pelo qual ele e seu co-autor receberam um Prêmio Edgar Especial dos Escritores de Mistério da América no ano seguinte. Barzun também era um defensor da ficção sobrenatural, e escreveu a introdução de The Penguin Encyclopedia of Horror and the Supernatural. Barzun foi um defensor do crítico de teatro e diarista James Agate, a quem comparou em estatura a Samuel Pepys. Barzun editou os dois últimos diários de Agate em uma nova edição em 1951 e escreveu um ensaio introdutório informativo, "Agate and His Nine Egos".
Jacques Barzun continuou a escrever sobre educação e história cultural após se aposentar de Columbia. Aos 84 anos, começou a escrever seu canto do cisne, ao qual dedicou boa parte dos anos 1990. O livro resultante de mais de 800 páginas, From Dawn to Decadence: 500 Years of Western Cultural Life, 1500 to the Present, revelou uma vasta erudição e brilho não ofuscados pela idade avançada. Historiadores, críticos literários e críticos populares elogiaram From Dawn to Decadence como uma pesquisa abrangente e poderosa da história ocidental moderna, e se tornou um best - seller do New York Times. Com este trabalho ganhou reputação internacional. Resenhando no New York Times, historiador William Everdell chamou o livro de "uma grande conquista" por um estudioso "inalterado em sua bolsa de estudos, pesquisa e interesses polímaticos", enquanto também examina o tratamento escasso de Barzun de figuras como Walt Whitman e Karl Marx. O livro apresenta vários novos dispositivos tipográficos que auxiliam um sistema excepcionalmente rico de referências cruzadas e ajudam a manter muitas linhas de pensamento no livro sob controle organizado. A maioria das páginas apresenta uma barra lateral contendo uma citação incisiva, geralmente pouco conhecida e muitas vezes surpreendente ou bem-humorada, de algum autor ou figura histórica. Em 2007, Barzun comentou que "A velhice é como aprender uma nova profissão. E não uma de sua escolha. "Ainda em outubro de 2011, um mês antes de seu 104º aniversário, ele revisou o livro de Adam Kirsch, Why Trilling Matters, para o Wall Street Journal.
Em sua filosofia de escrever história, Barzun enfatizou o papel da narrativa sobre o uso de jargão acadêmico e análise imparcial. Concluiu em From Dawn to Decadence que "a história não pode ser uma ciência; é o contrário, na medida em que o seu interesse reside nos particulares".